# Bovegno
Bovegno (pron.: "Bòvegno", meno corretto "Bovégno"; Böegn in dialetto bresciano) è un comune italiano di 1 993 abitanti della provincia di Brescia in Lombardia.
È situato nell'alta Val Trompia, in una conca da cui si dipartono alcune valli laterali tra le quali la Valle di Graticelle, la più estesa, la Val Sorda e la Valle della Meola.

## Geografia fisica
La morfologia del territorio di Bovegno annovera montagne tra le quali le più alte della Val Trompia, come il Monte Crestoso (2215 m s.l.m.) e il Monte Muffetto (2060 m s.l.m.). È al centro di una formazione calcarea affiorante classificata dai geologi come Carniola di Bovegno.

### Clima
Il clima a Bovegno è caldo e temperato, con piovosità significativa durante tutto l'anno.
La temperatura media annuale è di 7,7 °C, essendo luglio il mese con temperature più alte (21,2 °C) e gennaio il mese con temperature più basse (-6,5 °C).
La piovosità media annuale è di 1386 mm. In particolare le piogge sono più scarse nel mese di gennaio (59 mm) e più abbondanti nel mese di giugno (145 mm).
| [ 6 ]               | Mesi | Mesi | Mesi | Mesi | Mesi | Mesi | Mesi | Mesi | Mesi | Mesi | Mesi | Mesi | Stagioni | Stagioni | Stagioni | Stagioni | Anno  |
| [ 6 ]               | Gen  | Feb  | Mar  | Apr  | Mag  | Giu  | Lug  | Ago  | Set  | Ott  | Nov  | Dic  | Inv      | Pri      | Est      | Aut      | Anno  |
| ------------------- | ---- | ---- | ---- | ---- | ---- | ---- | ---- | ---- | ---- | ---- | ---- | ---- | -------- | -------- | -------- | -------- | ----- |
| T. max. media (°C)  | 2,4  | 3,3  | 7,2  | 11,0 | 15,4 | 19,4 | 21,2 | 20,9 | 16,9 | 12,7 | 7,3  | 3,6  | 3,1      | 11,2     | 20,5     | 12,3     | 11,8  |
| T. min. media (°C)  | −6,5 | −6,0 | −2,5 | 0,8  | 5,4  | 9,9  | 12,3 | 12,6 | 9,4  | 5,7  | 0,8  | −4,2 | −5,6     | 1,2      | 11,6     | 5,3      | 3,1   |
| Precipitazioni (mm) | 59   | 66   | 83   | 128  | 144  | 145  | 134  | 129  | 135  | 141  | 144  | 78   | 203      | 355      | 408      | 420      | 1 386 |

## Origini del nome
Sebbene siano stati ritrovati reperti risalenti al Neolitico nella zona dei laghetti di Ravenola, non si hanno testimonianze storiche di un nucleo abitato prima del I secolo a.C.
Il nome parrebbe derivare dal reto-celtico Vöb-egn da cui Böegn. Vob/vad significa guado mentre egn/inn vuol dire fiume quindi "(villaggio in prossimità del) guado del fiume", il che fa supporre una presenza stabile risalente al VI - VIII secolo a.C., che i Romani latinizzarono in Voben(um), come testimoniato da un'epigrafe del I secolo a.C. conservata presso il museo romano di Brescia mentre nel Medioevo assunse l'attuale forma italiana mantenendo però sempre in lingua locale quella originaria di Böegn. Tale tesi è supportata dal fatto che l'insediamento più antico sarebbe stato localizzato nella frazione di Piano, poco sopra il Mella, e solo attorno al secolo IX-X, con le ultime invasioni degli Ungari, si spostò l'abitato fortificato nella parte alta, nell'attuale frazione-capoluogo denominata Castello. Le origini dei suoi abitanti sono ascrivibili quindi a popolazioni di matrice retica, celtica e germanica, come testimoniato anche dal nome, nonché da altri toponimi locali. I Vobenates erano una delle tribù facenti parte del popolo dei Triumplini. Poi si fonderanno con i Celti (Galli Cenomani) e successivamente con i Longobardi, popolo di origine germanica.

## Storia

### Epoca Romana e Medioevo
Bovegno è situato al culmine della Val Trompia, la cui paraetimologia starebbe a significare "valle delle tre pievi" (tra cui quella di Bòvegno) secondo una interpretazione, mentre i Triumplini erano un'antica tribù alpina che viene citata per prima sul famoso Trofeo delle Alpi di La Turbie del 7 a.C. che ricorda l'assoggettamento delle Gentes Alpinae devictae all'imperatore Augusto. A partire dal 16 a.C., a seguito della campagna militare di Druso maggiore entra nell'orbita romana, e la sua esistenza come centro di reclutamento militare e villaggio di una certa importanza è testimoniato dalla lapide ora al Museo Romano di Brescia. I primi personaggi storici bovegnesi che compaiono sono Staius figlio di Esdragass e sua moglie Messava, definito Princeps  e Prefectus cohortis Triumplinorum. Di grande importanza perché testimonia l'esistenza di Bovegno in epoca romana, vi compaiono tre figure, una barbuta al centro, una femminile a destra (la moglie) e una giovanile a sinistra (il figlio?); di lui si sa che era un comandante militare di origine celtica che aveva prestato servizio in Vindelicia con i Romani, per i quali reclutava armati in loco. Vi sono poi numerosi ritrovamenti archeologici che indicano una presenza umana consistente per tutto il I e II secolo d.C. In questo periodo la popolazione di Bovegno è stimata tra i 250 e i 400 abitanti, sparsi sul territorio, con al centro il villaggio probabilmente a Piano.
Nel 568 vi giungono i Longobardi e il territorio viene inserito nel Ducato di Brescia. 
Bovegno segue le vicende della città di Brescia e costituitosi in comune rurale attorno al 1100 viene infeudato dal vescovo di Brescia ai Confalonieri che successivamente lo cedono nel 1252 ai Pinzoni, famiglia feudataria locale, dalla quale si affranca dal pagamento dei censi nel 1276, anche se gli stessi resteranno proprietari del castello fino al 1376. Risale al XII secolo Longino da Bovegno, personaggio leggendario che dal 1196 con Oberto di Savallo, Narcisio di Asola, Mario Palazzi, si batté per il partito dei popolari e combatté contro Bergamo specie per assicurare a Brescia la terra di Volpino. Il territorio ossiede un importante patrimonio storico di epoca medievale, con notevoli testimonianze architettoniche localizzate nelle frazioni, come la torre medievale di Predondo, la torre di Ludizzo e la torri di Castello e di Piano. Una lapide del 1123, murata sulla parete orientale esterna della chiesa parrocchiale ricorda la partecipazione del comune all'edificazione del nuovo edificio di culto. Nel 1231 fu podestà di Bòvegno il conte Corrado Martinengo.
Nel 1339 inglobò il microscopico comune di Magno dove vivevano tre famiglie.

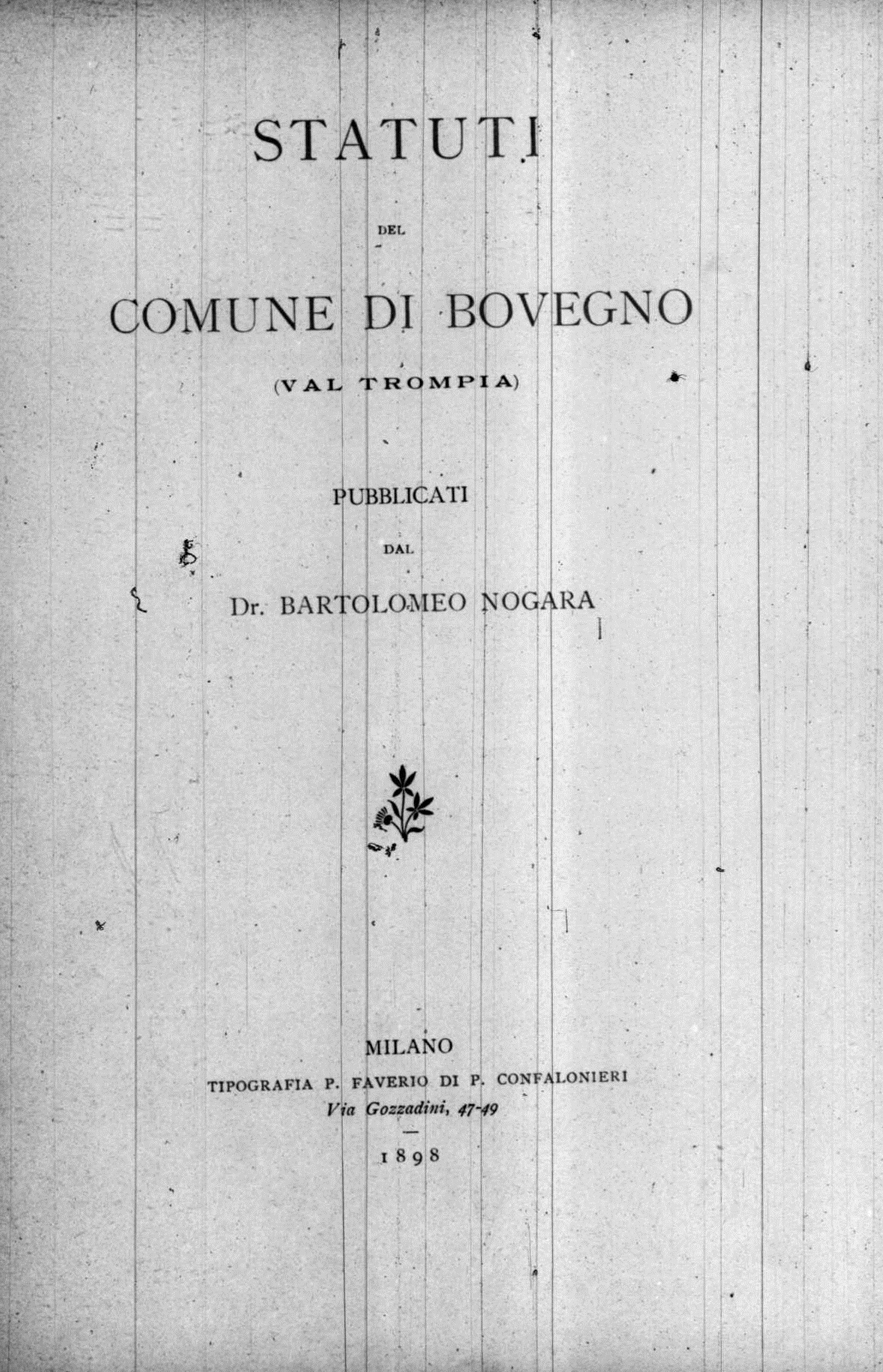
Statuti del comune di Bovegno, a cura di Bartolomeo Nogara, 1898

### Testimonianze storiche
Tra le testimonianze storiche del passato si segnalano gli Statuti risalenti al 1341, che contengono numerose norme di diritto pubblico e privato, alcune decisamente curiose e originali, tra le quali le più antiche norme di diritto minerario conosciute in Italia, antecedenti quelle delle cave di marmo di Carrara. Nel 1980 è stato poi rinvenuto il cosiddetto Mayor gremeza, un manoscritto risalente al 1355 contenente degli atti notarili e una preghiera in bresciano antico (considerata la più antica testimonianza scritta in lombardo orientale).

### Evo Moderno
Dal 1426 entrò a far parte della Repubblica di Venezia con la quale restò fedelissimo fino al 1797 divenendo il centro della resistenza veneta della Val Trompia nelle Pasque veronesi anti-giacobine e anti-francesi dell'aprile-maggio 1797. Durante tutto il periodo della Serenissima subisce l'influenza della famiglia bresciana dei conti Negroboni, capitani della Repubblica di Venezia, anticamente originari di Bovegno, discendenti da Giacomino Negrobon di Valle Trompia, che qui vi mantenevano una casa (l'attuale casa Corsini a Piano, conosciuta anche come Palazzo Negroboni) e per conto di Venezia vi reclutavano armati.
Con i confinanti comuni di Bienno, Collio, Pezzaze e Irma ebbe alcune liti giudiziarie, ad esempio nel 1295, 1360 e nel 1526, per la definizione dei confini reciproci.
Nel marzo del 1526 il comune di Bovegno assegna un finanziamento per montare un orologio sul campanile della Pieve. Pochi mesi dopo i due comuni di Irma e di Bovegno vengono separati. Precisamente il 4 luglio si effettuano le divisioni tra i due Comuni.
Nel 1530 a Bovegno si segnalano casi di peste.
Con riferimento specifico al 14 gennaio, 11 febbraio e 25 marzo 1560, si rileva esservi stata, e perdurarvi una carestia tale, che ne morivano le persone massime in questo Comune, come annotato negli Annali, con il titoletto di Carestia mortale.
Nel 1606 con lascito del possidente Giovanni Brentana fu fondato l'Ospedale San Giovanni, in stretto collegamento con gli Spedali Civili di Brescia e arricchito da liberalità successive; fu per lungo tempo l'unica struttura ospedaliera delle valli bresciane, funzionante fino al 1970 e tuttora esistente trasformata nella Casa di Riposo San Giovanni.
Nel XV secolo continuò l'attività estrattiva che cominciò a decadere attorno al XVII secolo, non riuscendo a sostenere la concorrenza di altre zone.

### XIX secolo
Nel 1808 fu resa carrozzabile la strada di collegamento con il resto della valle e con la città, attivando un regolare servizio di diligenza e posta con la città capoluogo.
Dopo la parentesi napoleonica entrò nell'Impero austriaco dal 1813, divenendo poi dopo il 1815 Regno Lombardo Veneto, sotto la corona degli Asburgo. Risale a quel periodo, nel 1804 l'arrivo a Bovegno come medico condotto del medico studioso e botanico veronese Giovanni Zantedeschi (1773-1846) che trascorse qui gran parte della sua vita e sviluppo i suoi studi di anatomia e botanica, morendo a Bovegno. Autore di numerose opere scientifiche ha scritto anche un breve trattato sulle proprietà delle acque di Bovegno, elencando alcuni casi da lui curati.
Nel 1811, per contenere le diserzioni al servizio di leva, il Regno d'Italia napoleonico invia a Bovegno un presidio di gendarmi.
Nell'agosto del 1850 il territorio di Bovegno venne devastato da un'alluvione: furono distrutti mulini, il forno fusorio di Brolo e anche le "travate" (opere idrauliche) lungo il fiume.
Nel 1861 a seguito della seconda guerra d'indipendenza entra nel Regno d'Italia.
Verso la fine del secolo divenne un centro di cooperazione: nel 1888 venne fondato il primo caseificio sociale alpino italiano presso l'attuale Stringhificio e nel 1897 don Giovanni Tanghetti si fece promotore della fondazione di una Cassa Rurale ed Artigiana che in tempi recenti ha contribuito alla formazione della Banca di credito cooperativo della Valtrompia, poi confluita in Cassa Padana.
Le miniere del territorio di Bovegno hanno costituito nel passato un'importante risorsa economica per intere generazioni. Ancora oggi si possono osservare i resti delle passate attività industriali minerarie legate al ferro: i resti delle miniere per l'estrazione di fluorite, ferro e altri minerali, i magli e un forno situato in frazione Forno Brolo.
Alla fine dell'Ottocento l'economia del comune fondata sull'estrazione attraversò una crisi a seguito della chiusura della Brescia Mining and Metallurgic Company (1894), di proprietà inglese, e perciò fu interessato dal fenomeno migratorio verso le Americhe, in particolare verso gli Stati Uniti d'America, in particolare a Monongahela nella zona di Pittsburgh, nello stato della Pennsylvania.

### XX secolo
Sempre alla fine dell'Ottocento risale l'inizio dell'attività turistica. Bovegno fino agli anni quaranta del secolo XX fu una stazione turistica di primo livello che visse la sua stagione d'oro tra le due guerre mondiali, negli anni venti e trenta; di quel periodo restano alcune ville signorili come villa Sorlini, villa Dabbeni-Della Torre, villa Baratti-Coffanetti, villa Tanghetti, villa Togni-Biena, villa Gastoldi-Bojanovich-Remedio, il villino Marchesi-Gatta.
Dopo la prima guerra mondiale, nel 1927 fu installato in località Rasega, dove attualmente sorge il Parco del Mella, un tiro a segno, in funzione fino agli anni 60 anche per addestramento militare.
Nel 1930 il governo fascista installò in segreto presso un'azienda agricola, in località Piane di Predondo-Guai, un campo paramilitare per gli Ustascia croati di Ante Pavelić, il quale alloggiava a Bovegno presso l'Albergo Brentana. I paramilitari croati erano addestrati da un ex ufficiale austro-ungarico di origine ungherese ed erano utilizzati per operazioni terroristiche in chiave anti-jugoslava. Questo campo fu smantellato nel marzo 1933 poiché, per dissidi con la popolazione, non era più possibile mantenerlo segreto e i nazionalisti croati furono trasferiti a Borgotaro.
Bovegno diede un notevole contributo alla Resistenza, per il quale è stato insignito della Medaglia di bronzo al Merito Civile.
Il 15 e 16 agosto 1944 il paese fu teatro di una strage nazifascista, conosciuta come l'eccidio di Bovegno, che fece 15 vittime tra la popolazione civile. È l'episodio più grave della guerra di Liberazione nel bresciano.
Nell'aprile del 1945 viene ricostituito il C.L.N. locale, già costituito all'indomani del 8 settembre 1943, ne fanno parte: Pietro Della Torre, industriale, Presidente per il P.L.I., Giovanni Omodei (D.C.) commerciante, Silvio Piotti (P.C.I.) fornaio, Luigi Tanghetti (P.S.I.) muratore segretario, Angelo Facchini (Demolaburista) impiegato, poi Giuseppe Fada (D.C.) e Angelo Taboni (D.C.), per preparare anche a livello locale la transizione democratica che si sarebbe completata con le elezioni amministrative del 1946.
Il 2 giugno 1946 si svolgono le elezioni per la Costituente e per la scelta tra Monarchia e Repubblica, a Bovegno vince la Repubblica col 58,17% contro la Monarchia col 41,83%.
Dal 1927 al 1955 fu aggregato a Bovegno anche il comune di Irma.
Negli anni sessanta accolse numerose famiglie di emigrati sardi e toscani i cui uomini lavoravano, come operai e tecnici, nelle miniere di Bovegno, attive sino agli anni ottanta.
Nel 1963 al comune di Bovegno venne aggregata la frazione di Savenone di Sopra staccata da Pezzaze.

### Dall'inizio del XXI secolo ai giorni nostri
A partire dagli anni 80, mentre si consolida e incrementa una certa presenza di piccole medie imprese in vari settori, specialmente meccaniche stampi ed edilizia, incomincia il lento declino del turismo dei soggiorni estivi.
Negli anni '60 e 70 il paese era meta di un notevole turismo familiare estivo, che è andato gradualmente riducendosi e importanti gloriose strutture alberghiere del passato sono state da tempo trasformate in strutture residenziali.
Anche il declino negli anni 80 dell'attività mineraria ha prodotto un esodo di lavoratori anche in altri continenti.
I tentativi di rilancio turistico passavano, secondo le amministrazioni che si sono succedute dal 2000, attraverso la costituzione dell'Agenzia Parco Minerario dell'Alta Valle Trompia e la costruzione di un collegamento con la stazione sciistica di Montecampione. Quest'ultima iniziativa è stata abbandonata dall'amministrazione eletta nel 2011 e nel 2013 è stata posta in liquidazione l'Agenzia Parco Minerario dell'Alta Valle Trompia.
Dal 2008, in coincidenza con la crisi economica mondiale, ha invece ripreso vigore l'antica vocazione agro-silvo-pastorale del territorio, sia attraverso la produzione lattiero-casearia del caseificio turnario di Graticelle, di ottima qualità, e di corsi specialistici per casari, sia attraverso aziende agricole locali specializzatesi nella produzione locale di latticini, di prodotti del sottobosco e di miele, sia attraverso la valorizzazione dell'immenso patrimonio forestale tramite l'area vasta della Val Grigna, gestita da ERSAF Lombardia, sia attraverso l'incremento di animali di allevamento (capre e pecore) sia di manifestazioni attinenti (cavalli e bovini da latte). Il territorio comunale è ritornato inoltre a essere interessato da iniziative imprenditoriali finalizzate alla produzione di energia pulita da fonti rinnovabili (idroelettrico) sfruttando la ricchezza d'acqua e i salti dei suoi torrenti e fiumi.

### Simboli
Lo stemma e il gonfalone del comune di Bovegno sono stati concessi con decreto del presidente della Repubblica del 19 settembre 1995. Lo stemma si blasona:
Bovegno ha lo stemma tra più antichi della provincia di Brescia, con il simbolo del giglio ad affermare l'appartenenza alla fazione guelfa e che, nella versione arcaica, era sormontato da un lambello. Nel corso dei secoli lo scudo ha subito variazioni negli smalti: la sua colorazione storica di un giglio d'oro in campo rosso è stata in uso fino al 1977 quando, con una delibera del consiglio comunale, si decise di adottare uno sfondo azzurro con il giglio d'argento. È datata al 1991 la sua forma attuale di azzurro con giglio d'oro e lettere d'argento, confermata dal decreto ufficiale di concessione del 1995.
Le lettere C e B sono le iniziali di Communitas Bovegni. I colori bianco e azzurro sono stati adottati in omaggio alla città di Brescia e alla più ampia comunità bresciana in cui il comune è inserito da sempre.
Il gonfalone è un drappo di bianco bordato di azzurro.

### Onorificenze
Il Comune di Roma, unico caso in tutta Italia, gli ha dedicato una via nel Municipio di Roma X, nei pressi dell'aeroporto di Fiumicino.

## Monumenti e luoghi d'interesse

### Architetture religiose
Nel territorio comunale sono presenti undici chiese, tra le quali il santuario, in stile barocco con un campanile la cui cupola è a forma di cipolla, edificato sul luogo dell'apparizione della Madonna avvenuta il 22 maggio 1527 davanti alla giovane contadina Maria Amadini.
Oltre alla pieve di San Giorgio Martire, le cui fondamenta risalgono all'epoca medievale, vi è la chiesa di Santa Maria Assunta di Piano, sorta per prima probabilmente in un luogo su cui si ergeva un tempio pagano, le chiese di Sant'Antonio e San Michele, rispettivamente a Graticelle e Ludizzo, San Marco, posta a Predondo, San Giuseppe, a Zigole, la chiesa di San Rocco, situata in località Forno Brolo, anticamente un lazzaretto per appestati, mentre a Magno c'è la tardo romanica chiesa dedicata a san Lorenzo e la parrocchia di San Bernardo, recentemente ristrutturata dopo aver subito un crollo negli anni novanta.

### Architetture civili
Vi sono le torri di epoca medievale di Castello, Ludizzo, Piano, Predondo e ciò che resta della torre di S. Martino che sovrasta il capoluogo.
A Piano c'è l'antico palazzo Negroboni-Corsini, l'antica casa Negretti-Piardi e la seicentesca struttura dell'Ospedale S. Giovanni, trasformata nel 1982 in alloggi popolari.
Di particolare pregio il complesso architettonico che comprende la villa Dabbeni poi Della Torre, il cinema teatro auditorium parrocchiale e gli ex lavatoi ora sede di una banca, il tutto progettato dell'arch. Egidio Dabbeni utilizzando materiali e colonne medioevali provenienti dalle demolizioni del fatiscente quartiere del centro storico di Brescia abbattuto per fare spazio alla piazza piacentiniana della Vittoria tra il 1929 e 1930.
Per quanto riguarda il capoluogo, si segnala inoltre la presenza di due grandi parchi pubblici per lo svago e di due aree faunistiche riservate nella metà degli anni 90 e nei primi 2000 a daini e mufloni. Nel paese alto (Castello) si trova infatti l'omonima "Pineta" (completamente ristrutturata nel 2005). Nel paese basso (Piano) è stato invece ultimato il "Parco del fiume Mella", con aree giochi, bar e laghetto artificiale.
Sono inoltre presenti siti di archeologia industriale come lo Stringhificio in precedenza Latteria sociale risalente al 1888, dove si trova la più antica centralina elettrica ancora esistente del bresciano, costruita nel 1898 e in disuso dal 1989, interessata a progetti di recupero.

## Società

### Evoluzione demografica
Abitanti censiti

### Tradizioni e folclore
Lo scotöm (soprannome) degli abitanti di Bovegno è "Bò de Böegn" cioè "Buoi di Bovegno".

### Istituzioni, enti e associazioni
Ha sede a Bòvegno la Fondazione Canossi e Cibaldi che si occupa della produzione letteraria dei due maggiori poeti in dialetto bresciano.

## Cultura

### Cucina
Ricche e vive sono le tradizioni culinarie locali, con un'interessante produzione casearia locale (un caseificio situato a Graticelle). Tra le prelibatezze locali i formaggi tipici, tra i quali la "Formagella" e il "Nohstrà" (il nostrano), il miele, le marmellate, i salumi e la cacciagione. I piatti della tradizione, sono il salame cotto con la panna, le rane con la panna, la polenta e uccelli (allo spiedo o cotti in padella con abbondanza di burro), i malfàcc, sorta di gnocchi fatti con un impasto di farina, patate ed erbe locali, bolliti e serviti con burro fuso e formaggio nostrano grattugiato. I mondoi che sono le castagne locali, piccole ma dolcissime, cotte al fuoco. I funghi trifolati.

### Eventi
Fra le iniziative di maggior spicco, merita certamente una citazione il Torneo Nazionale di Tennis "Coppa dott. Ernesto Della Torre", manifestazione sportiva a carattere nazionale che si svolge dal 1951 e che dal 1966 è intitolata al medico e sportivo tennista (1927-1966) prematuramente scomparso; dalla cinquantesima edizione del 2015 il torneo è intitolato "Coppa dott. Ernesto e dott. Carlo Della Torre" con l'aggiunta del nome del fratello dott. Carlo Della Torre (1936-2015), medico condotto di Bovegno per oltre 40 anni, molto amato dalla popolazione, mancato l'11 febbraio 2015, mentre dalla cinquantacinquesima del 2021 è stata aggiunta alla coppa la denominazione Trofeo Comune di Bòvegno.
Particolare importanza riveste la festa per l'assegnazione all'ospite del "Ciclamino d'Oro", in origine un riconoscimento per la fedeltà dei turisti soggiornanti a Bovegno ma che negli ultimi anni ha assunto anche il valore di premio di riconoscenza per concittadini benemeriti. Vi è poi la manifestazione gastronomica "Bovegno con gusto" che richiama migliaia di visitatori e le processioni religiose di ferragosto della "Madonna della Misericordia" fra le vie del paese.

## Amministrazione

### Sindaci, podestà e commissari dal 1861
| Periodo        | Periodo        | Primo cittadino                    | Partito                       | Carica                  | Note                            |
| -------------- | -------------- | ---------------------------------- | ----------------------------- | ----------------------- | ------------------------------- |
| 1861           | 1866           | Ottelli                            | liberali                      | Sindaco                 |                                 |
| 1866           | 1870           | Francesco Paris                    | liberali                      | Sindaco                 |                                 |
| 1870           | 1875           | Angelo Brentana                    | liberali                      | Sindaco                 |                                 |
| 1875           | 1876           | Lazzaro Giacomelli                 | liberali                      | Sindaco                 |                                 |
| 1876           | 1878           | Domenico Tanghetti                 | Cattolici liberali            | Sindaco                 | Sacerdote                       |
| 1878           | 1880           | Tobia Gatta (del Velare Beltràm)   | Cattolici liberali            | Sindaco                 |                                 |
| 1880           | 1920           | Giovanni Rabaioli fu Simone        | Cattolici liberali            | Sindaco                 |                                 |
| 1920           | 1926           | Giovanni Giacomelli fu Pietro      | Cattolici liberali            | Sindaco                 |                                 |
| 1926           | 1940           | Gustavo Brentana                   | Partito Nazionale Fascista    | Podestà                 |                                 |
| 1940           | maggio 1941    | Rocco Salatino                     |                               | Commissario prefettizio |                                 |
| maggio 1941    | settembre 1941 | Marco Ghirardelli                  |                               | Commissario prefettizio |                                 |
| settembre 1941 | gennaio 1942   | Rocco Salatino                     |                               | Commissario prefettizio |                                 |
| gennaio 1942   | giugno 1942    | Giovanni Giacomelli fu Pietro      |                               | Commissario prefettizio |                                 |
| giugno 1942    | 25 aprile 1945 | Pietro Lazzaro Giacomelli (Tenént) | Partito Fascista Repubblicano | Podestà                 |                                 |
| 26 aprile 1945 | 24 maggio 1945 | Libero Giacomelli                  | C.L.N.                        | Sindaco                 | Designazione locale provvisoria |
| 1945           | 1946           | Francesco Tanghetti (Romét)        | C.L.N.                        | Sindaco                 | Designazione effettiva          |
| 1946           | 1954           | Domenico Giovita Gatta (Giuitì)    | Democrazia Cristiana          | Sindaco                 |                                 |
| 1954           | 1964           | Attilio Giacomelli (Gaiù)          | Democrazia Cristiana          | Sindaco                 |                                 |
| 1964           | 1980           | Mario Giacomelli (Gaiù)            | Democrazia Cristiana          | Sindaco                 |                                 |
| 1980           | 1992           | Egidio Tanghetti (Barbèr)          | Democrazia Cristiana          | Sindaco                 |                                 |
| 1992           | 1995           | Gianbattista Facchini (Palanchina) | Democrazia Cristiana          | Sindaco                 |                                 |
| 1995           | 2000           | Aldo Zubani                        | Lega Nord                     | Sindaco                 |                                 |
| 2000           | 2001           | Elio Faillaci                      |                               | Commissario prefettizio |                                 |
| 2001           | 2006           | Riccardo Giacomelli (Sciabola)     | centrodestra                  | Sindaco                 |                                 |
| 2006           | 2011           | Bruno Tanghetti (Sciurina)         | centrodestra                  | Sindaco                 |                                 |
| 2011           | 2016           | Tullio Aramini                     | centrosinistra                | Sindaco                 |                                 |
| 2016           | in carica      | Manolo Rossini                     | Lega Nord                     | Sindaco                 |                                 |

### Gemellaggi
- Narcao[senza fonte]